# Seznam slovenskih španskih borcev
Seznam slovenskih španskih borcev.

## A
Jurij Albin - 

## B
Anton Babič-Toni - Ludvik Babič - Jože Bajt - Martin Bajuk - Štefan Balaško - M. Baldaž - ? Banovil - Karl Barle - Sigbert Bastiančič (tudi Sigmund Bastjančič oz. Bostijančič - Matija Batelič - Viktor Batič - Aleš Bebler (alias Andre Kobal) - Anton Belati - Emil Belin - Lojze Beltram - Anton Benedik - Ivan Benedik - Ladislav Benedik - Rudolf Berger - Josip Berkopec-Mišel - Josip Berlot - Franc Bernard - Karlo Erzelj Bernardi - Benedikt Bertok (alias Eduard Salgado) - A. Bidovec - Stane Bobnar - Štefan Bogatec-Peter - Franjo Božič - Ludvik Bračič - Zorko Bratko - Silvij Bratoš - Kalico Bravin - Bruno Bregant - Tirenic Brenčič - Jože Breskvar - Franc Bresovec-Josip

## C
Leopold Caharija - Srečko Carnik - Anton Cetin - Karel Cetin - Stanko Cigoj - Anton Cimerman - Karel Citer - Nikola Cotarič - Rafael Curk

## Č
Miha Čemažar - Viktor Černe - August Černe-Gustl - Adolf Češnovar - Rudi Češnovar - Franc Čepnjevar - Alojz Čok - Alojz Čop - Milivoj Čop - Blaž Čop - Avgust Črmelj - Tone Čuk-Jože

## D
Giovanni Ivan De Benardi - Ivan Debevc - Venceslav Vinko Debevc - Johan Debeš - Štefan Debevc-Štefek - Oton Demetrio-Anton - Jože Dihpol - Avgust Diorgo - Viljem Divjak - Vincenc Dobeze - Franc Dolenc - Ivan Dolenc - Ivan Dolinšek - Alojz Dornik - Leo Drev - Ivan Dria - Franc Drobnič - Mihael Drobnič - Anton Drufovka - Ervin Dvoraček-Ernest - Franc Dvorak

## E
Andrej Erjavec - Franc Erjavec - Rudolf Erjavec - Avgust Ernec - Alojz Erjavšek - Egon Erlich - Venceslav Eržen - Vinko Estale-Viktor

## F
Anton Fabjan - Ivan Fabjan - Franc Federl - Avgust Felc - Fortunat Felc (alias Viktor Kavčič-Srečko) - Ivan Felc - Stane Fende - Ito Ferber - Fortunat Fese - Stanislav Finžgar-rubio - Slavko Fonda - Herbert Fornezzi - Alojz Franc - Janez Franc - Silvester Furlan (alias Pavel Poljakov) -  Franc Flis

## G
Anton Gale - Franc Gantar - Bruno Garin - Erminij Grincelj - Franc Glavan - Mario Glavina - Ludvik Gojak-Ivan - Ivan Gomišček - Franc Gornik - Ivan Goršek - Viljem Glavič - Ivan Goršek - Viktor Gorupec - Alojz Gosenica - Martin Gostinčar - Janez Gramc - Franc Grebinc - Ivan Gregorič - Jože Gregorič - Martin Gros - Ivan Johann Gross - Just Grubiša - Anton Gruden - Gustav Grujec - Matija Gržina - Rudolf Gunscher - Jurij Gučič - Dragotin Guštinčič (alias Daniel Golubjev)

## H
Viktor Haložar - Rudolf Harz - Bernard Harner - Karel Held - Franc Herceg - Viljem Herman - Janez Hladnik - Franc Hladnik - Stane Hočevar - Emerik Hoffer - Dominik Hreščak - Ivan Hribšek - Karlo Hrovatin - Jakob Hudič - Ivan Humar-Malchino - Franc Hvalič

## I
Alojz Imak - Albin Instinšek - Jože Ipavec - Ivan Iskra - Ivan Istenič - Alojz Ivanc - Anton Ivanc - Ivan Ivanc - Mirko Ivanc - Tone Ivančič

## J
Josip Jakopič - Rudolf Janhuba - Avgust Jazbec - Viktor Jazbinšek (aliasa Antonio Lopez in Robert Reiner) - Štefan Jelen - Rudolf Jenko - Albin Jeraj - Viktor  Jereb (aliasa Mario Benotti in Kranjski Leon) - Viktor Jeriha - Anton Jerončič - Ivan Jordan - Mirko Jovanc - Rudolf Junker-Oskar - Ivan Jurca - Vladislav Jurca

## K
Stanko Kamenšček - Rudolf Kampf - Gustav Kampf - Jože Kapus - Franc Kaučič - Anton Kaučič - Franc Kepa - Alojz Kipo - Blaž Kladnik - Alojz Klančar - Valentin Klanjšček - Viktor Klanjšček - Alojz Klemenc - Jože Klenovšek - Edvard Klepša - Pavle Klešnik - Peter Kmet - Franc Knez-Franjo - Drago Kobal - Matija Kobal - Mihael Kobe-Majk - Štefan Kocjan - Peter Kocjančič - Ivan Kokal - Ivan Kolar - Mihael Kolr - Ivan Kolenc - Viktor Koleša - Franc Kolman-Maron - Franc Komar - Jože Kopinič - Karel Koprivnik - Franc Koprivšek - Lazar Korošec - Janez Korošec - Marlo Kosanič - Albert Košuta - Alojz Kovač - Franc Kovač - Janez Kovačec - Ivan Kovačič-Juan - Franc Kovačič - Štefan Kozjak - Aleksander Kozole - Jože Kozole - Jakob Kožuh - Albert Kragolnik - Jože Kranjc - Rafael Krajina - Matija Kranjc - Ratko Kranjc - Josip Kraksner - Jožef Kralj - Feliks Krašovec - Jože Kravšek - Ivan Kreft - Slavko Kregar - Ivan Krivec - Pavel Krivec - Franjo Križ - Jože Križaj - Josip Križaj (alias José Antonio Galiasso) - Slavko Krnc-Alojz (alias Alojz Kruk) - Milan Krog - Roman Krnc - Alojz Kunej - Djuro Kuret - Peter Kuret - Martin Kuzman - Dušan Kveder - Andrej Kverk

## L
Jožef Lavrin - Alojz Lavrenčič - Franc Lazar - Josip Leban-Vincenc - Anton Ledinek - Ivan Lenardič - Janez Lenček - Anton Ličen - Srečko  Lipušček - Viktor Lipušček (alias Silvister Penja) - Rudolf Ležek - Anton Loger - Jože Lovrin - Josip Lukša

## M
Jakob Makuc - Vlado Makuc - Franc Malenšek - Karel Malih - Ivan Marhart - Jože Markič - Alojz Marn - Edvard Marodini - Drago Marušič-Karl - G. Marušič - Matija Marušič - Albin Marvin (alias Anton Hribar) - Edvard Marvin - Roman Marvin - Jurij Matešič - Jože Mavec - Viktor Mavrič - Remigij Maurovič - Anton Mazi - Franc Mazi - Martin Mazi - Jurij Medved - Ciril Medžev (alias Rainard Kiro) - Franc Meke - Leopold Mendaš - Anton Mezek - Marko Miha - Andrej Mihajlov - Alojz Mikenauer (alias Mihail Mihajlov) - Drago Mlakar - Jože Mlinar - Matija Modic - Franc Mohorko - Julij Morgan - Valentin Morgan - Matija Mrakič - Božo Mravljak - Josip Mreule - Vili Mrhar - Anton Mulc - Ivan Mulc - Lojze Mulc

## N
Franc Natek - Rudolf Natek - Alojz Nemevšek - Jože Nose - Peregrin Novak - Stanislav Novak-Štajn

## O
Viktor Oblak - Anton Ocvirk - Ivan Ocvirk - Vinko Ogrejec - Martin Ogrinec - Anton Omerza - Dimitrij Omerza - Peter Oražen - Tone Oražen

## P
Alojz Pace - Florjan Pahler - Jože Pančkov - Jože Pančur - Alfred Paternost - Ivan Pavlina - Ivan Pecovnik - Janez Pejak - Ivan Karnio Pelicon - Franc Pepelnik - Vili Pepelnjak-Franc - Janez Perenič - Rudolf Prejevič - Krešimir Perko - Pavle Perkočnik - Franc Pernič - Ovidij Pesek - Avgust Peško - Anton Petek - Žan Petelin - Ciril Peternelj - Viljem Petrič - Roman Piciga - Jože Pikon - Franc Pintar - Jože Pintar - Miha Pintar-Toledo - Friderik Pintar - Karl Pintar - Martin Plajh - Ivan Planinc - Janez Planinšek - Miha Počrvina (alias Mišel Pervina) - Alojz Podelek - Ludvik Podlesek (alias Lajoš) - Jože Pogačar - Vinko Pograjec - Florjan Pohlin - Pavel Pokeršnik - ? Poljanšek - Vinko Polc - Franc Potočnik - Slavko Potočnik - Ivan Potrpin - Vili Poženel - Ferdinand Praznik - Viktor Pregelj - Rudolf Prejevič - Ivan Prekoršek - Vinko Prelc - ? Premru - Franc Prevc - Jaroslav Primaš - Nazarij Primožič - Anton Prosec - Ivan Prušnik - Hans Pufler - Karl Puntar - Maks Pušnik

## R
Ivan Radoš - Ferenc Rak - Franjo Rak - Anton Rakar - Anton Rancinger (alias Franc Štain) - Dušan Rauter - Andrej Regent - Franc Rejc - Jože Repinc (aliasa Otto Baršak in Peter Bayer) - Ivan Ribič-Raho - Rudolf Rijavec - Štefan Rijavec - Robert Rinaldo (aliasa Julius Kariner in Tramčević) - Ivan Rode - Jakov Robič - Štefan Rogatec - Anton Rogar - Anton Rojc - Ciril Rome - Franc Rozman - Stane - Franc Rubek - Janez Rupar-Ivan - Ivan Rus (alias Peter Girand')

## S
Danilo Sadar - Viktor Saje - Jože Saksida (alias Zorko Bratko) - Ivan Selej - Albin Salamon - Stanislav Salomon - Ivan Santo - Franc Sarazin - Robert Sarazin - Cveto Sedmak-Florijan - Anton Seles - Stanko Semič-Daki - Drago Senčar - Franc Senič - Stanko Sever - Marko Sfiligoj - Velko Silvester - Gordan Simončič-Anton - Lino Simončič - Drago Simončič-Virgilij - ? Simoniti - Bruno Sinigoj - Ivan Skomerža - Alojz Smuk - Anton Snidarič - Friderik Soban - Ivan Solej - Anton Spacapan - Joško Srečko - Franc Sterle - Janko Stipančič - Stane Stojkovič - Franc Strmole

## Š
Franc Šalej - Franjo Šalej - Ivan Šalej - Ivan Šarec - Ivan Šinkovec - Franc Šinkovec - Fortunat Širca - Alojz Šketelj - Jože Škoberne - Albin Škrinja - Franc Škobl - Oskar Štajner - Marko Šviligoj

## T
Alojz Tavčar - Jurij Tavčar - Albert Tekonja - Anton Trefalt - Ivan Tremul - Ivan Trpin - Ivan Trojer - Ivan Turk - Franc Turšič - Janez Tušek - Maks Tušinek

## U
Valter Udovč - Matija Udvanc (aliasa Štefan Vajs in Rudolf Faltin) - Anton Ukmar (alias Josip Ogenj in Joše Martinez) - Jože Umerza - Ciril Ušaj (alias Pietro Baloni)

## V
Baldo Valenčič - Emil Valentinčič - Ivo Valentinčič - Maks Valentinčič - Jožef Valko - Marko Vašič - Jože Vergan - Franc Verk - Ivan Vertelj - Srečko Vidic - Maks Vidmar - Stane Vilhar - Anton Vižintin - Albin Vodopivec - ? Vodopivec - Franc Vodnik - Silvo Volčko - Alojz Vresk - Cesar Vatovec - Jože Vergan - Josip Verginela

## Z
Ivan Zagozda - Ivan Zajc - Ivan Zakrajšek - Milan Zelen - Mirko Zelen - Ciril Zgrebec - Branko Zorko

## Ž
Peter Žabkar (alias Jack Peterson) - Angel Žagar - Mirko Žagar - Tone Žnidaršič - Martin Žulj - Feliks Župan - Miroslav Žvab